# Stenopleustes rainbowi
Stenopleustes rainbowi is een vlokreeftensoort uit de familie van de Pleustidae. De wetenschappelijke naam van de soort is voor het eerst geldig gepubliceerd in 2007 door Bellan-Santini.